# ゲーリー・ラッセル・ジュニア
ゲーリー・ラッセル・ジュニア（Gary Allen Russell Jr. 、1988年6月5日 - ）は、アメリカ合衆国のプロボクサー。ワシントンD.C.出身。元WBC世界フェザー級王者。ハンドスピードを生かしたシャープなフックを武器にする選手。プロボクサーでWBA世界スーパーライト級王者のゲイリー・アントゥアン・ラッセルは弟。また、別の弟のゲーリー・アントニオ・ラッセルもプロボクサー。

## 来歴

### アマチュア時代
ラッセル・ジュニアは7歳の頃父にボクシングの手ほどきを受けボクシングを始めた。その後弟のアレンも手ほどきを受け兄弟でそろって練習に励んだ。
2004年、インターナショナル・ジュニア・オリンピックに出場し優勝する。
2005年16歳の時、全米選手権にバンタム級(54 kg)で出場し優勝を果たした。同じ年にナショナル・ゴールデングローブでもバンタム級(54 kg)で出場し優勝した。
中華人民共和国・綿陽市で行われた2005年世界ボクシング選手権大会にバンタム級(54 kg)で出場し、1回戦でブルガリアのデテリン・ダラクリビエフ、2回戦でカナダのタイソン・ケーブ、準々決勝でヨルダンの アル・ガラハ・イブラヒムに判定勝ち。準決勝でドイツのルスタムホドザ・ラヒモブと対戦し、判定負けで敗退も銅メダルを獲得した。
2006年、全米選手権にバンタム級(54 kg)で出場し決勝でレオ・サンタ・クルスを破り2連覇を果たした。
2007年、全米選手権にバンタム級(54 kg)で出場し決勝でロニー・リオスに敗退した。北京オリンピック国内予選選考会にバンタム級(54 kg)で出場。しかしロバート・マロキンとの初戦を落としてしまう、その後ロニー・リオスに勝ち、マロキンからも2試合勝ったことで世界選手権への出場権を得た。
シカゴで行われた2007年世界ボクシング選手権大会にバンタム級(54 kg)で出場。3回戦でフランスのアリ・ハッラブに勝ちオリンピック出場権を獲得するが、準々決勝でロシアのセルゲイ・ボドフヤノブに判定で敗れてメダルを逃した。
2008年の北京オリンピックに出場するも試合前に控室で急激な減量による疲労で倒れて、病院に搬送される事態になり結果試合は出場できず棄権になった。そのままプロに転向することになった。

### プロ時代
プロに転向したラッセル・ジュニアはオスカー・デ・ラ・ホーヤのゴールデンボーイ・プロモーションズと契約を交わし正式にプロの世界に進出。
2009年1月16日、プロデビュー戦を3回21秒TKO勝ち。

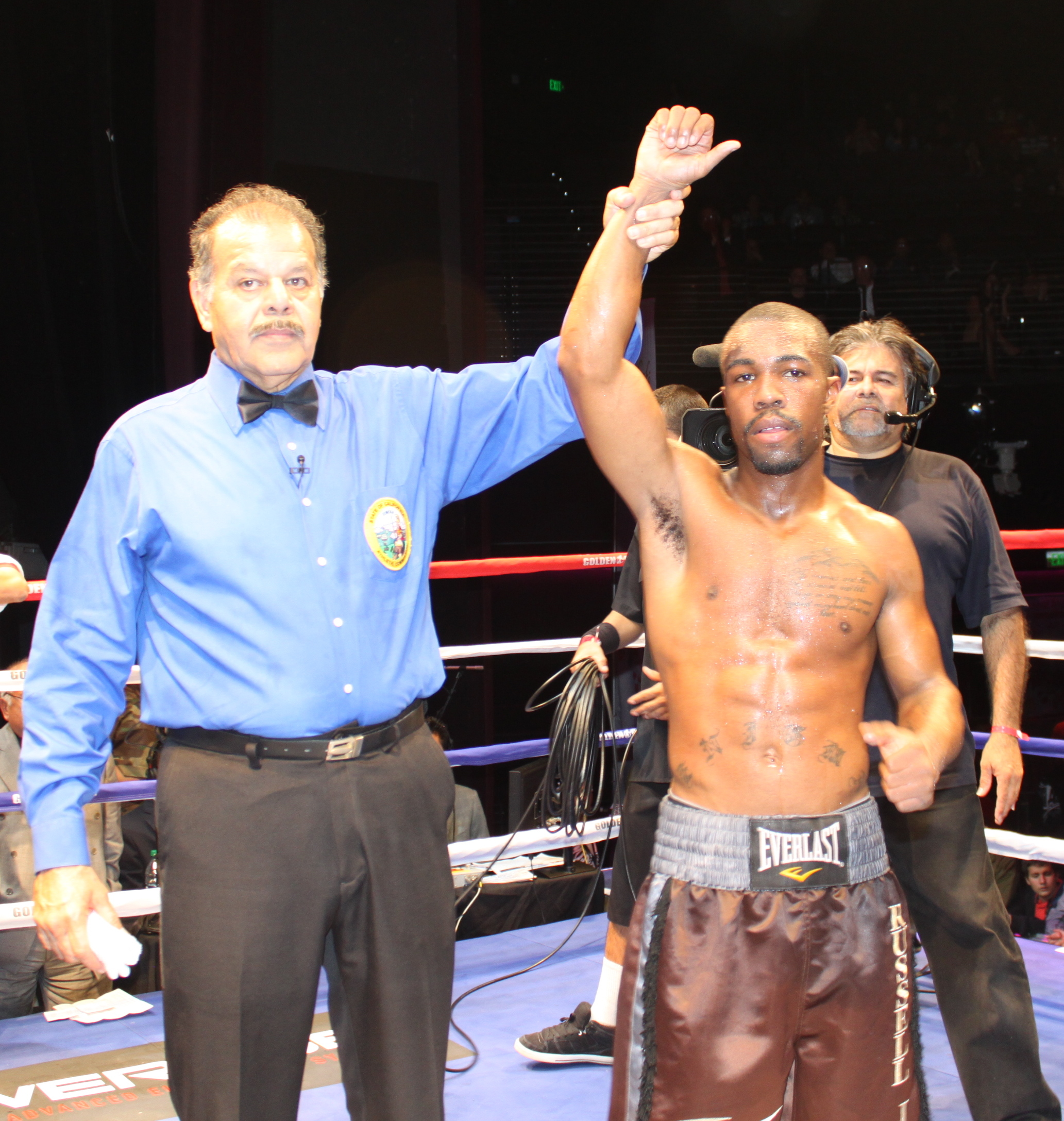
2010年、勝ち名乗りを受けるラッセル

2010年7月22日、元IBF世界ライトフライ級王者、元WBA世界フライ級暫定王者マウリシオ・パストラナと対戦し、初回から圧倒的に試合を支配し最後は右フックで沈め初回1分46秒TKO勝ちを収めた。
2014年3月にWBOがワシル・ロマチェンコとの間でWBO世界フェザー級王座決定戦の交渉指令を発令した。
2014年6月21日、ロサンゼルスのスタブハブ・センター・テニスコートにてロバート・ゲレーロVS亀海喜寛の前座でWBO世界フェザー級4位のワシル・ロマチェンコとWBO世界フェザー級王座決定戦を行い、プロ初黒星となる12回0-2（114-114、2者が112-116）の判定負けを喫し王座獲得に失敗した。
2015年1月9日、ゴールデンボーイ・プロモーションズからプロモート権を破棄されたことで、同プロモーションを離脱した。
2015年3月28日、ラスベガスのパームス内ザ・パールでWBC世界フェザー級王者ジョニー・ゴンサレスと対戦し、3回に1度、4回に2度のダウンを奪い、4回37秒TKO勝ちを収め王座獲得に成功した。4月4日、WBCはラッセルを2015年4月度の月間優秀選手賞に選出した。
2015年4月8日、WBCがWBC世界フェザー級シルバー王者でWBC世界フェザー級1位のロビンソン・カステヤノスと指名試合を行うよう指令を出した。
2015年11月14日、ザ・ジョイントで元WBA世界スーパーバンタム級暫定王者でWBC世界フェザー級12位のオスカル・エスカンドンと対戦し、初防衛を目指すはずだったが、同月2日のスパーリング中にラッセル・ジュニアが顔を負傷したため中止になった。
2016年4月16日、コネチカット州レッドヤードのフォックスウッズ・リゾート・カジノ内にあるMGMグランド・アット・フォックスウッズでWBC世界フェザー級15位のパトリック・ハイランドと対戦し、2回1分33秒TKO勝ちを収め、初防衛に成功した。
2017年2月28日、同年3月11日にメリーランド州オクソンヒルのMGMナショナル・ハーバー内ザ・シアター内ザ・シアターにて、WBC世界フェザー級暫定王者のオスカル・エスカンドンと王座統一戦を行う予定だったが、エスカンドンがトレーニング中に負傷した為、試合は延期になった。
2017年5月20日、メリーランド州オクソン・ヒルのMGMナショナル・ハーバー内ザ・シアターにて、暫定王者のオスカル・エスカンドンと延期となっていた王座統一戦を行い、7回59秒TKO勝ちを収め王座統一を果たした（記録上は正規王座の2度目の防衛）。6月8日、WBCはラッセルを2017年6月度の月間MVPに選出した。
2017年10月6日、WBCがWBC世界フェザー級王者のゲーリー・ラッセル・ジュニアとWBC世界フェザー級1位のジョセフ・ディアスに対し指名試合を行うよう指令を出した。
2018年5月19日、メリーランド州オクソン・ヒルのMGMナショナル・ハーバー内ザ・シアターにて、WBC世界フェザー級1位でNABF・NABO北米フェザー級王者のジョセフ・ディアスと対戦し、12回3-0（115-113、117-111×2）の判定勝ちを収め、3度目の防衛に成功した。
2019年5月18日、バークレイズ・センターにてデオンテイ・ワイルダーVSドミニク・ブラジールの前座でキコ・マルチネスと対戦し、5回2分52秒ドクターストップによるTKO勝ちを収め、4度目の防衛に成功した。
2020年2月8日、PPL・センターでWBC世界フェザー級1位でIBO世界フェザー級王者のツグスソグ・ニヤンバヤルと対戦し、12回3-0（118-110、116-112、117-111）判定勝ちを収め、5度目の防衛に成功した。
2022年1月22日、アトランティックシティのボルガタ・ホテル・カジノ・アンド・スパ内ボルガタ・イベント・センターでWBC世界フェザー級2位マーク・マグサヨと対戦し、12回0-2（2者が113-115、114-114）の判定負けを喫し6度目の防衛に失敗、6年10ヶ月に及ぶ王座から陥落した。
2022年5月24日、幼少時代からのトレーナーで父親のゲーリー・ラッセル・シニアが死去した。2型糖尿病に関連する合併症や軽度の脳卒中を患い、半年前に左脚を切断していた。

## 戦績
- プロボクシング：34戦 32勝 (19KO) 2敗

| 戦           | 日付           | 勝敗 | 時間     | 内容         | 対戦相手                   | 国籍           | 備考                            |
| ------------ | -------------- | ---- | -------- | ------------ | -------------------------- | -------------- | ------------------------------- |
| 1            | 2009年1月16日  | ☆    | 3R 0:21  | TKO          | アントニオ・レイエス       | アメリカ合衆国 | プロデビュー戦                  |
| 2            | 2009年2月14日  | ☆    | 4R       | 判定 3-0     | ジョン・ワンパッシュ       | アメリカ合衆国 |                                 |
| 3            | 2009年5月1日   | ☆    | 4R       | 判定 3-0     | アルバロ・ムロ             | メキシコ       |                                 |
| 4            | 2009年8月7日   | ☆    | 1R 0:28  | TKO          | ジェイソン・ジョーンズ     | アメリカ合衆国 |                                 |
| 5            | 2009年10月23日 | ☆    | 4R       | 判定 3-0     | ノエ・ロペス               | メキシコ       |                                 |
| 6            | 2009年12月18日 | ☆    | 3R 0:38  | TKO          | ロドリゴ・ロメロ           | アメリカ合衆国 |                                 |
| 7            | 2010年1月30日  | ☆    | 1R 2:58  | TKO          | デビッド・オロスコ・カノ   | アメリカ合衆国 |                                 |
| 8            | 2010年2月19日  | ☆    | 1R 2:38  | KO           | ハイロ・デルガド           | アメリカ合衆国 |                                 |
| 9            | 2010年4月16日  | ☆    | 1R 1:32  | KO           | カルロス・ディアス         | プエルトリコ   |                                 |
| 10           | 2010年6月24日  | ☆    | 2R 0:34  | KO           | ロドリゴ・アランダ         | メキシコ       |                                 |
| 11           | 2010年7月22日  | ☆    | 1R 1:46  | TKO          | マウリシオ・パストラナ     | コロンビア     |                                 |
| 12           | 2010年9月25日  | ☆    | 1R 2:56  | KO           | ウィリー・ビジャヌエバ     | アメリカ合衆国 |                                 |
| 13           | 2010年10月28日 | ☆    | 6R       | 判定 3-0     | グアダルーペ・デ・レオン   | アメリカ合衆国 |                                 |
| 14           | 2011年1月28日  | ☆    | 7R       | 負傷判定 3-0 | フェイデル・ビロリア       | コロンビア     |                                 |
| 15           | 2011年4月15日  | ☆    | 6R       | 判定 3-0     | アドルフォ・ランデロス     | メキシコ       |                                 |
| 16           | 2011年6月17日  | ☆    | 4R 2:42  | KO           | アントニオ・メザ           | メキシコ       |                                 |
| 17           | 2011年7月23日  | ☆    | 8R       | 判定 3-0     | エリック・エストラーダ     | アメリカ合衆国 |                                 |
| 18           | 2011年9月3日   | ☆    | 8R       | 判定 3-0     | レオニロ・ミランダ         | メキシコ       |                                 |
| 19           | 2011年11月26日 | ☆    | 1R 2:12  | KO           | エリベルト・ルイス         | メキシコ       |                                 |
| 20           | 2012年6月30日  | ☆    | 3R 1:41  | TKO          | クリストファー・ペレス     | メキシコ       |                                 |
| 21           | 2012年11月9日  | ☆    | 3R 1:25  | KO           | ロベルト・カスタネダ       | メキシコ       |                                 |
| 22           | 2013年3月2日   | ☆    | 10R      | 判定 3-0     | ビャチェスラフ・グセフ     | ロシア         |                                 |
| 23           | 2013年8月9日   | ☆    | 10R      | 判定 3-0     | ファン・ルイス             | アメリカ合衆国 |                                 |
| 24           | 2014年1月30日  | ☆    | 4R 1:04  | KO           | ホセ・タマヨ・ゴンザレス   | メキシコ       |                                 |
| 25           | 2014年6月21日  | ★    | 12R      | 判定 0-2     | ワシル・ロマチェンコ       | ウクライナ     | WBO世界フェザー級王座決定戦     |
| 26           | 2014年12月20日 | ☆    | 10R      | 判定 3-0     | クリストファー・マーティン | アメリカ合衆国 |                                 |
| 27           | 2015年3月28日  | ☆    | 4R 0:37  | TKO          | ジョニー・ゴンサレス       | メキシコ       | WBC世界フェザー級タイトルマッチ |
| 28           | 2016年4月16日  | ☆    | 2R 1:33  | TKO          | パトリック・ハイランド     | アイルランド   | WBC防衛1                        |
| 29           | 2017年5月20日  | ☆    | 7R 0:59  | TKO          | オスカル・エスカンドン     | コロンビア     | WBC防衛2                        |
| 30           | 2018年5月19日  | ☆    | 12R      | 判定 3-0     | ジョセフ・ディアス         | アメリカ合衆国 | WBC防衛3                        |
| 31           | 2019年5月18日  | ☆    | 5R 2:52  | TKO          | キコ・マルチネス           | スペイン       | WBC防衛4                        |
| 32           | 2020年2月8日   | ☆    | 12R      | 判定 3-0     | ツグスソグ・ニヤンバヤル   | モンゴル       | WBC防衛5                        |
| 33           | 2022年1月22日  | ★    | 12R      | 判定 0-2     | マーク・マグサヨ           | フィリピン     | WBC陥落                         |
| 34           | 2025年7月19日  | ☆    | 10R 0:26 | TKO          | ウーゴ・カスタネダ         | メキシコ       |                                 |
| テンプレート |                |      |          |              |                            |                |                                 |

## 獲得タイトル
- WBC世界フェザー級王座（防衛5）